# 4319 Џекиробинсон
4319 Џекиробинсон (енгл. 4319 Jackierobinson) је астероид главног астероидног појаса чија средња удаљеност од Сунца износи 2,340 астрономских јединица (АЈ).
Апсолутна магнитуда астероида је 13,8.